# Cetoácido

Exemplo de cetoácido

Cetoácidos são ácidos orgânicos que contêm um grupo funcional carbonila e um grupo ácido carboxílico. 